# 앤디 그리피스
앤디 그리피스(Andy Griffith, 1926년 6월 1일 ~ 2012년 7월 3일)는 미국의 배우이다.

## 출연 작품
- TV의 선구자 (2008)
- 플레이 더 게임 (2008)
- 웨이트리스 (2007)
- 대디 앤 뎀 (2001)
- 스파이 하드 (1996)
- 그램스 (1995)
- 닥터슬론 (1993)
- 인플루언스 (1986)
- 서부 광시곡 (1985)
- 제1구조대 (1979)
- 뿌리 - 그 다음 세대 (1979)
- 프로스티스 윈터 원더랜드 (1976)
- 하츠 오브 더 웨스트 (1975)
- 윈터 킬 (1974)
- 사막의 새비지 (1974)
- 데이빗 프로스트 쇼 (1969)
- 군중 속의 얼굴 (1957)